# 송시
송시(그리스어:Ὠδαί)는 동방 정교회 경전 목록에서만 볼 수 있는 성경으로, 5세기 알렉산드리아 사본에서 나온 칠십인역 알프레드 랄프스의 비평판에서 시편에 포함되거나 그 뒤에 덧붙였다. 여러 장들은 구약과 신약의 기도와 노래로 이루어져 있다. 그 중 처음 9개는 성체조배나 기타 예배 때 부르는 정경의 기본이 된다.

## 내용
랄프스가 제시한 이 책의 장들은 다음과 같다.
알프레드 랄프스의 셉투아진타(그리스판) 1979년 도이치 비벨지셀샤프트 ISBN 978-3438051219
1. 모세의 첫 번째 송가(창세기 15:1~19)
2. 모세의 두 번째 송가(신명기 32:1~43)
3. 사무엘의 어머니 안나의 기도(사무엘기 상 2:1–10)
4. 하박국의 기도 (하박국 3:2–19)
5. 이사야의 기도(이사야 26:9–20)
6. 요나의 기도(요나 2:3–10)
7. 아자리아 기도 (다니엘 3:26–45, 제2경전 부분)
8. 아자리아의 기도와 세 성자의 노래 [세 청년의 노래] (다니엘 3:52~90, 제2경전 부분)
9. 마니피캇: 하느님의 어머니 마리아의 기도(루크 1:46–55)
10. 베네딕토의 즈가리야의 송가 (루카 1:68-79)
11. 포도원의 노래: 이사야의 가곡(이사야 5:1–7).
12. 히스기야의 기도(이사야 38:10~20)
13. 므나쎄의 기도, 유다의 왕이 바빌론에 포로로 잡혀 있을 때 (기원전 33장 11~13절에 언급되며 별도의 [제2경전] 책으로도 등장)
14. 눈크 디미티스 시메온의 기도 (루카 2:29–32)
15. 대영광송: 조과의 구약성경(루카 2:14, 시편 35:10-11, 118:12, 144:2)

## 같이 보기
- 제2경전